# Sébastien Kamba
Sébastien Kamba (né le 25 décembre 1941 au Congo) est un cinéaste congolais, principalement un réalisateur. C'est l'un des plus importants cinéastes de la République du Congo dans les premiers temps après l'indépendance,. Il est principalement connu pour son long métrage La Rançon d'une alliance.

## Biographie
Sébastien Kamba naît le 25 décembre 1941 au Congo. Il étudie à l'Office de Coopération radiophonique français. Il effectue un stage de télévision à Paris. Il exerce aussi le métier d'enseignant.
En 1964, son court métrage politique Le Peuple du Congo-Léo vaincra, réalisé avec les moyens de la télévision, est le tout premier film de fiction congolais. Kamba réalise plusieurs autres courts métrages au cours des années suivantes, en coopération avec plusieurs cinéastes, principalement français, et en bénéficiant de soutiens financiers français. En 1974, il réalise le premier long métrage de cinéma congolais, La Rançon d'une alliance, adapté du roman de  Jean Malonga. En 1992, il publie en France un ouvrage consacré au cinéma congolais.

## Filmographie
- 1964 : Le Peuple du Congo-Léo vaincra (court métrage)
- 1966 : Kaka-Yo (Rien que toi, court métrage)
- 1970 : Mwana keba (court métrage)
- 1970 : Festival panafricain d'Alger (documentaire)
- 1974 : La Rançon d'une alliance (long métrage, d'après le roman de Jean Malonga)
- 1977 : Le corps et l'esprit (court métrage)